# 13816 Stülpner
13816 Stülpner eller 1998 YH27 är en asteroid i huvudbältet som upptäcktes den 29 december 1998 av den tyske amatörastronomen Jens Kandler vid Hadano-observatoriet. Den är uppkallad efter Karl Stülpner.
Den tillhör asteroidgruppen Eunomia.